# 板墩河
板墩河，派连河左岸支流，发源于越南谅山省禄平县牡山东南500米处，向北流，于广西凭祥市上石镇进入中国境内，东北流经凭祥市的浦门、北门、板号村，于宁明县寨安乡板亮村东北汇入派连河。河长54千米，平均比降3.52‰，流域面积554平方千米。年均径流量2.92亿立方米。上游两岸山高陡峻，中下游沿途河谷较为宽阔，两岸多矮山丘陵。